# Broussonetia kaempferi
Broussonetia kaempferi är en mullbärsväxtart som beskrevs av Sieb.. Broussonetia kaempferi ingår i släktet Broussonetia och familjen mullbärsväxter. Utöver nominatformen finns också underarten B. k. australis.
Liksom hos pappersmullbärsträdet har barkens fibrer hos Broussonetia kaempferi i Ostasien använts för att framställa papper.